# 奥尔梅多
奥尔梅多（義大利語：Olmedo），是意大利萨萨里省的一个市镇。总面积33.71平方公里，人口3785人，人口密度112.3人/平方公里（2009年）。ISTAT代码为090048。